# Jake Vedder
Jake Vedder (ur. 16 kwietnia 1998 w Pinckney) – amerykański snowbordzista specjalizujący się w snowboardcrossie, olimpijczyk z Pekinu 2022, mistrz świata juniorów.

## Udział w zawodach międzynarodowych
| Impreza                        | Rok  | Gospodarz   | indywidualnie | drużynowo |
| ------------------------------ | ---- | ----------- | ------------- | --------- |
| Igrzyska olimpijskie           | 2022 | Pekin       | 6             | 9         |
| Mistrzostwa świata             | 2019 | Park City   | 5             | 9         |
| Mistrzostwa świata             | 2021 | Idre        | 9             | —         |
| Mistrzostwa świata             | 2023 | Bakuriani   | 17            | —         |
| Mistrzostwa świata juniorów    | 2015 | Yabuli      | 29            | —         |
| Mistrzostwa świata juniorów    | 2016 | Rogla       | 20            | —         |
| Mistrzostwa świata juniorów    | 2017 | Klínovec    | 18            | —         |
| Mistrzostwa świata juniorów    | 2018 | Cardrona    | 01 !          | —         |
| Igrzyska olimpijskie młodzieży | 2016 | Lillehammer | 01 !          | —         |